# Mycologie
La mycologie — du grec ancien μύκης / múkês, « champignon » et -logía, dérivé de λόγος / lógos, « parole, discours » — est la science qui étudie les champignons. Jadis incluse dans la botanique, qui étudie les plantes, elle englobe traditionnellement l'étude des myxomycètes, bien qu'il s'agisse d'organismes récemment exclus du règne fongique car ils n'ont ni mycélium ni paroi cellulaire et ont une structure et un mode de nutrition différent des champignons. De même les Oomycètes, bien qu'à présent rattachés aux Straménopiles, sont toujours étudiés par les mycologues.

## Histoire de la mycologie
Des peintures rupestres représentant des champignons datant de 7000 avant J.C. ont été découvertes dans le Sahara ; 4000 ans avant J.C., les peuples de la vallée de l'Indus vénèrent une divinité nommée Soma, représentée sous les traits d'une Amanite tue-mouches, un champignon réputé pour son usage lors de rites chamaniques. À la même époque, Ötzi, l'homme momifié conservé dans la glace des Alpes autrichiennes, transporte dans ses bagages de l'Amadouvier, dont l'amadou est sans doute destiné à la fabrication du feu, et du Polypore du bouleau, probablement un vermifuge utilisé pour soigner sa trichinose,.
Durant l'antiquité, les champignons ont principalement un usage alimentaire, artisanal ou médicinal,, mais les auteurs anciens ne réunirent que des connaissances éparses et rudimentaires, ne laissant aucun document vraiment scientifique concernant les champignons. Deux auteurs méritent toutefois d'être mentionnés : le philosophe naturaliste romain Pline l'Ancien pour son Historia naturalis, et surtout le médecin botaniste grec Dioscoride pour les usages thérapeutiques de quelques champignons dans De Materia medica,. Ces textes, ne mentionnant qu'une vingtaine d'espèces comestibles n'ont toutefois qu'un intérêt archéologique, hormis d'avoir légué à la science des mots comme Amanita, Boletus, Manitaria, Myco ou Tuber et il faut attendre le XVIIe siècle pour voir les premiers travaux scientifiques.

### La mycologie avant Fries
Au Moyen Âge, on ne voit aucun progrès notable, à part quelques anecdotes sous la plume du médecin persan Avicenne (980-1037). Par contre, la fresque de plaincourault (1291) prouve qu'à la fin du XIIIe siècle, le peuple avait expérimenté à ses dépens les effets de l'Amanita muscaria. Propulsée par l'invention de l'imprimerie, l'étude des champignons explose au XVIe siècle avec :

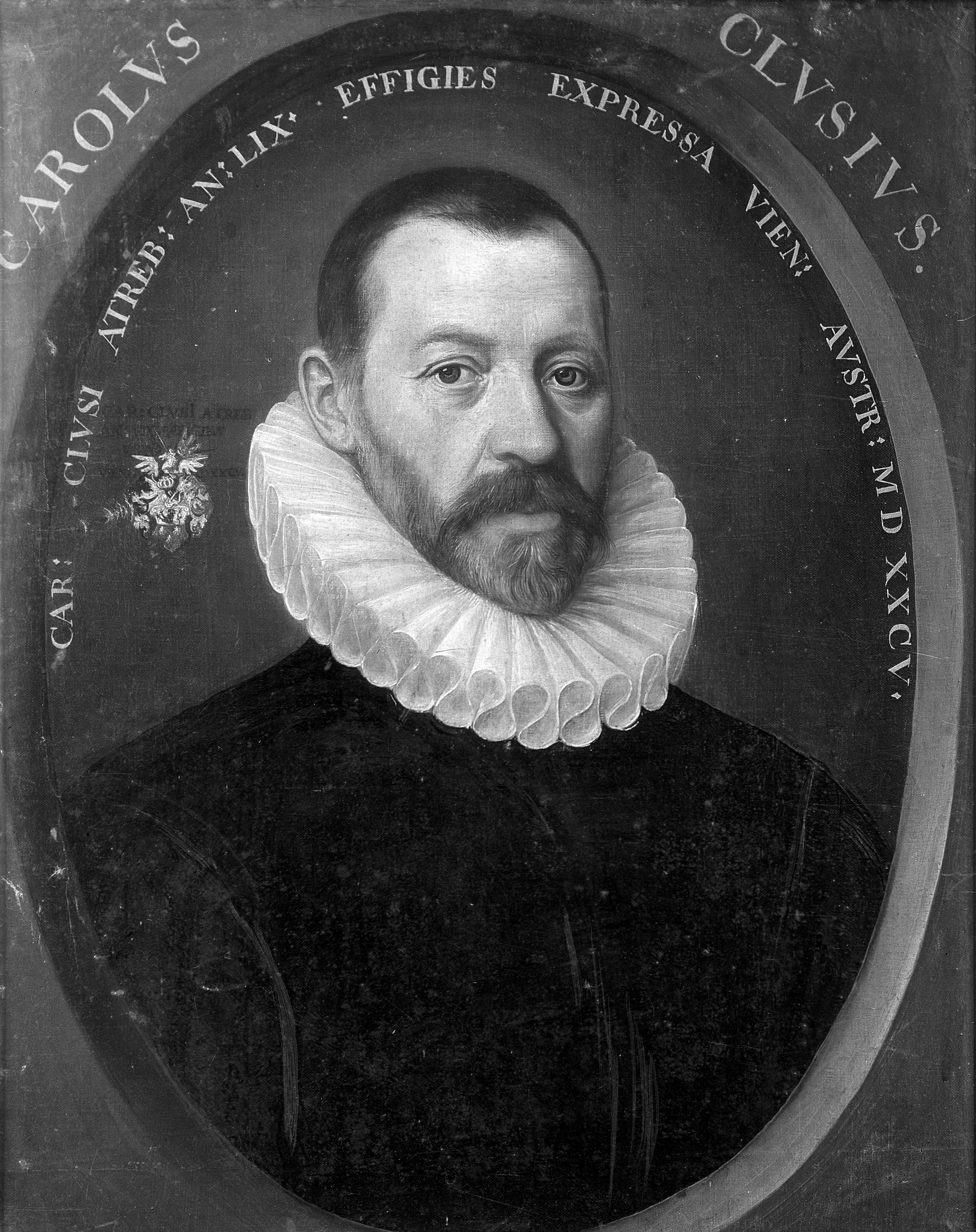
Charles de l'Écluse (1526 – 1609) dit Clusius

- la classification publiée en 1526 par l'humaniste italien Hermolaus (1454-1493), copié en 1536 par Ruel (médecin de François Ier) ;
- les œuvres de botanistes qui, comme l'italien Matthiole (1569), commentent Dioscoride, et ceux qui tentent de dépasser la classification en comestibles et en vénéneux[15];
- Hadrianus Junius[16], en 1564, publie la première monographie de champignon, consacrée à Phallus impudicus, récolté aux Pays-Bas ; le chirurgien allemand Reiner Solenander (de) (1524-1601) décrit en 1564 Fistulina hepatica (langue de bœuf) en Allemagne et la déclare comestible ; l'académicien italien Fabi Columna[17] en 1599 décrit et illustre le Clathre grillagé ;

Ainsi, dans toute l'Europe, des botanistes découvrent des champignons nouveaux. Mais d'autres vont encore plus loin :
- l'Italien Porta[18] est le premier à oser affirmer, en 1592, que les champignons se reproduisent par des semences ;
- enfin, le savant flamand de langue française, Charles de L'Écluse (1526-1609) publie à la fin de sa longue vie un résumé de toute la science mycologique de son époque dans un traité magistral, à la suite de son Rariorum plantarum historia : Fungorum in Pannoniis observatorum brevia historia. Cet ouvrage constitue en outre la première grande monographie mycologique et la première flore régionale de champignons. Pour illustrer son travail, il fait peindre d'après nature, 86 aquarelles (conservées à la bibliothèque de l'Université de Leyde sous le nom d'ensemble de Code de Clusius). Ces aquarelles ont été étudiées et en grande partie identifiées par Elias Fries, puis Gyula Istvánffi[19]. Elles comprennent 42 espèces de champignons comestibles répartis en 22 genres, 58 espèces de champignons vénéneux en 25 genres et, en ajoutant 5 espèces nouvelles décrites par ailleurs, on arrive à un total de 105 espèces dont 6 amanites, 9 russules, 7 lactaires, 12 tricholomes et 14 bolets[20]. Avant Linné, il est considéré à ce titre comme le premier mycologue scientifique.

#### XVIIesiècle
Au XVIIe siècle, le botaniste suisse Gaspard Bauhin (1623) continue le catalogue de Clusius en ajoutant la Morille, les "espèces à chapeau", et deux Ustilago. Son frère, Jean Bauhin (1650), tente une nouvelle classification et propose de décrire chaque espèce par une courte phrase (précurseur du binôme); il décrit Hydnum repandum, qu'il déclare comestible. Johannes Loesel (1654) mentionne Boletus luteus. Van Sterbeck (1675) publie en flamand le premier livre traitant exclusivement de champignons : Theatrum fungorum, décrivant et illustrant la rarissime Morchella crassipes. Pierre Magnol (1676) publie le premier Pleurotus eryngii, [aujourd'hui cultivé au Japon s. n. "Eringi" エリンギ], qu'il sait parasiter exclusivement les racines de panicaut et être un excellent comestible. Il tente une classification dans laquelle il introduit les truffes, appuyé par Christian Mentzel (1682) et John Ray (1694). Enfin Tournefort résume les progrès de ce siècle de même que Clusius l'avait fait pour le précédent, dans ses Éléments de botanique (1697). Il classe tous les champignons en 7 genres et 160 espèces. Il n'indique pour la région parisienne que 25 basidomycètes, une morille et un Ustilago, mais il est le premier à mentionner la culture du champignon de couche.

#### XVIIIesiècle
Au début du XVIIIe siècle, la mycologie a réuni tous les éléments pour une classification scientifique. Le Père Barrelier publie 10 espèces en 1714, puis Vaillant en 1727, dans un ouvrage posthume, regroupe les genres de Tournefort en 6 familles et décrit 115 Basidiomycètes et 16 Ascomycètes, accompagnés de bons dessins. Il est le premier à figurer l'Amanita phalloides de façon acceptable. En 1719, l'Allemand Johan Jacob Dillenius publie son Catalogus plantarum sponte circa Gissam nascentium, illustré de figures dessinées et gravées de sa main. Il est le premier à nommer "Amanita" les champignons à lames (21 espèces comestibles et 73 vénéneuses) et "Boletus" les champignons à pores (10 espèces). Quelques espèces nouvelles sont également décrites par Vaillant, Ray, Plukenet, Dillenius et Linné.
Antoine de Jussieu (1686-1758) propose de créer une classe à part pour les champignons et les lichens en 1728.

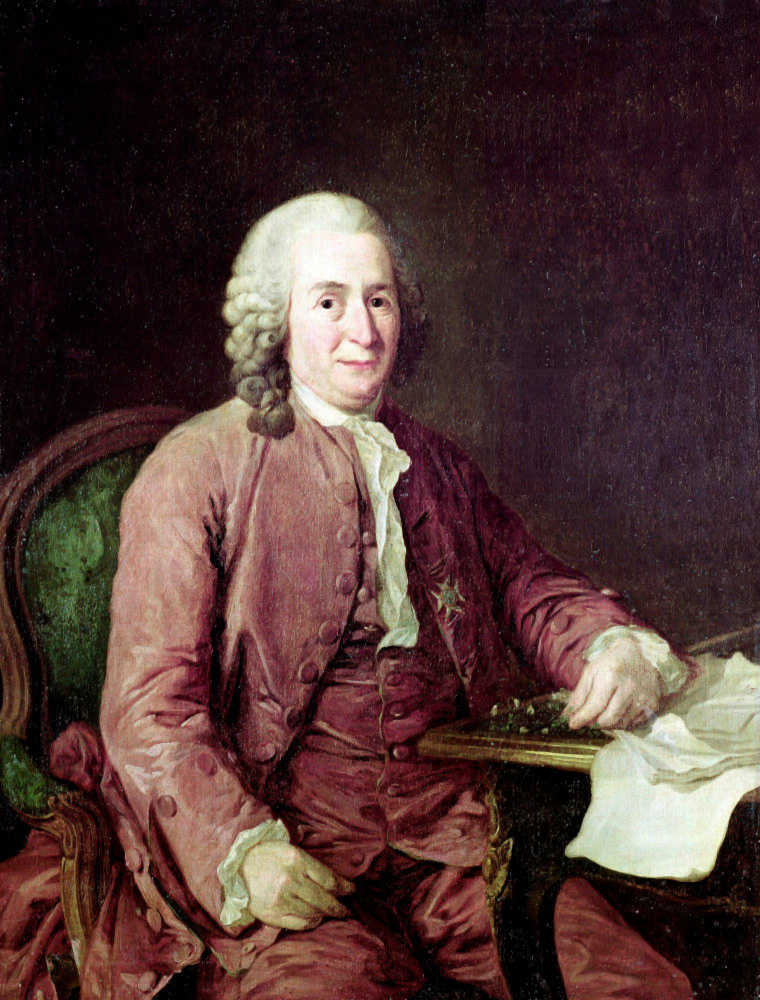
Carl von Linné (1707-1778)

- Carl von Linné (1707-1778)En 1729, Micheli (1679-1737) publie avec son Nova plantarum genera, une classification remarquable des champignons, tous assez bien figurés de 108 planches, et surtout, il est le premier à figurer des basides (planches 65, 68, 76 et 73, qu'il croit être des « fleurs nues, stériles, solitaires ou quaternées » et qui ne seront correctement interprétées qu'un siècle plus tard par Léveillé[27].

- Le naturaliste suédois Carl von Linné (1707-1778) pose les fondations de la systématique et propose une classification dont les grands principes furent la base de la systématique scientifique jusqu'au milieu du XXe siècle. En 1753, il applique aux champignons sa nouvelle nomenclature binomiale dans son catalogue Species plantarum p. 1171-1186, où il reprend les espèces déjà décrites, y compris les siennes, depuis 1735. À partir de cette date, l'étude scientifique des champignons est officiellement sanctionnée au sein de la botanique, encore que les champignons n'y occupent pas une place vraiment séparée du reste des plantes. Linné ne décrit que 86 espèces, donc moins que Clusius, mais réparties en dix grands genres qui ont survécu : 27 Agaricus (lamellés), 12 Boletus (porés), 4 Hydnum, 2 Phallus, 3 Clathrus, 2 Elvela, 8 Peziza, 8 Clavaria, 9 Lycoperdon et 11 Mucor. Certains noms qu'il a imposé étaient erronés, devenant définitifs : comme le nom de genre Bolet[28], à l'origine synonyme d’Amanita, champignon à lames, désigne pour Linné (et Dilennius) des champignons porés ; de même pour "Agaric" qui désignait d'abord les polypores[29].

- Haller (1742 et 1768) semble être le premier à remarquer les différentes couleurs de spores, mais n'en tire pas avantage. Adanson (1763) et Scopoli (1760 et 1762) établissent une classification en sept sections. Plusieurs botanistes contribuent à cette époque aux progrès et à l'autonomie de la mycologie en publiant des monographies. Ainsi, Gleditsch publia la même année que le Species de Linné, la première monographie scientifique des champignons: Methodus fungorum (1753) dans lequel il admet 11 genres dont 10 ont le même nom que ceux de Linné, et un nouveau, Stemonitis, le premier Myxomycète.
- L'exemple fait des émules et plusieurs monographies régionales voient le jour : Battarra : Fungorum agri ariminensis historia, sans doute la première flore régionale (des environs de Ravenne) et de science pure, car l'auteur déclare en une épigraphe grecque qu'il « ne mange pas l'objet de son étude. » Il divise les champignons en 18 classes, dont celles regroupant des espèces à volve, à anneau, ou à voile. Il imagine même la possibilité de l'hybridité...

#### Les iconographies en couleur

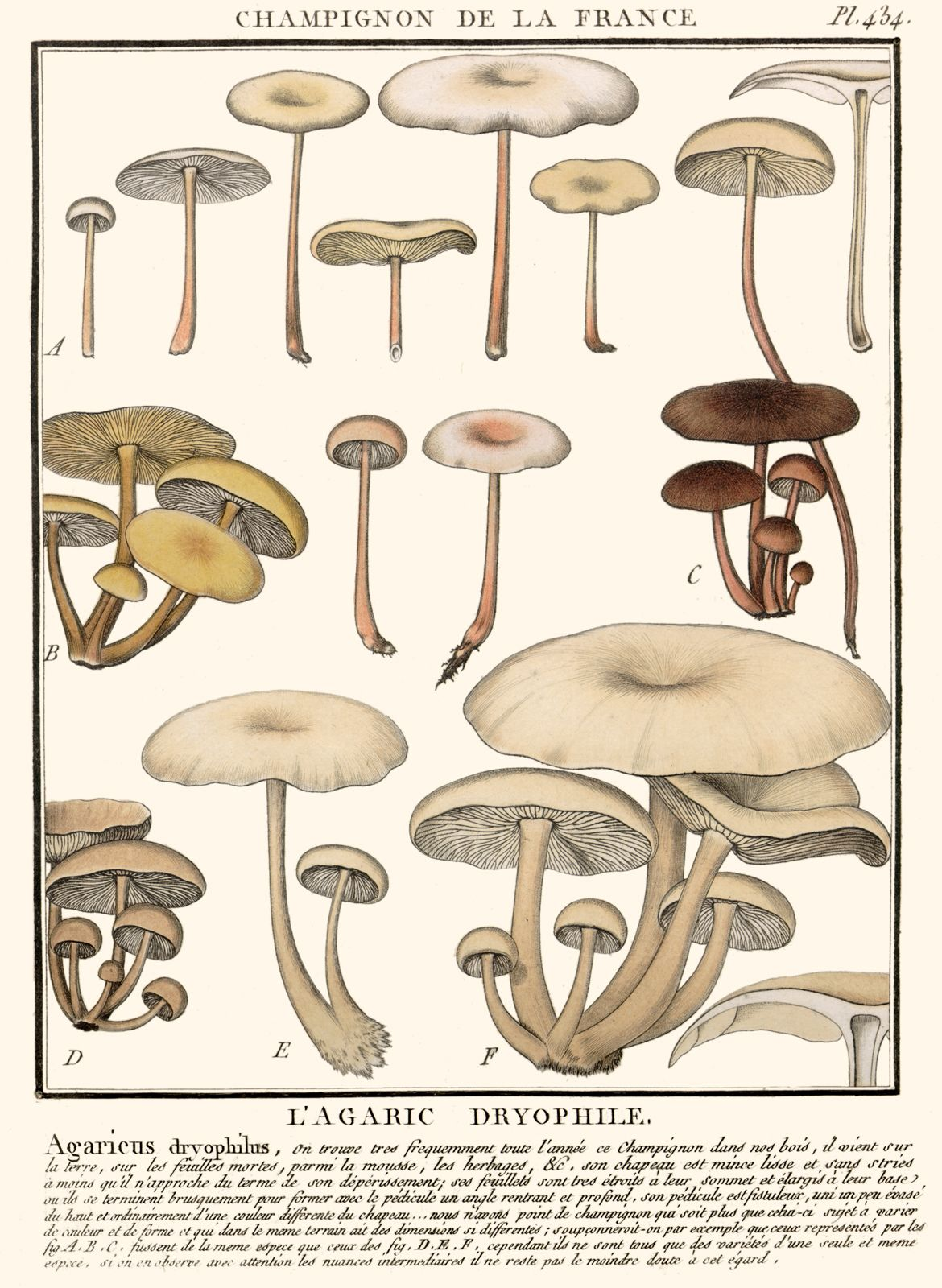
L'Agaric (Collybie) ami du chêne par Bulliard

Schaeffer (1762-1774) est le premier auteur à représenter en couleurs (nativis coloribus) les champignons. La première édition, qui illustre 298 espèces, rencontre un grand succès malgré son prix élevé. Une deuxième édition en 1780, suivie d'une troisième, comprenant 305 espèces, paraît en 1800 et est commentée la même année par Persoon. Son grand défaut : chaque espèce figurée n'est désignée que par un numéro d'ordre, renvoyant à une liste des noms de genres en fin d'ouvrage, sans aucun nom d'espèces ! Il est bientôt imité par Batsch, Bolton, Jacquin, Holmskiold et Bulliard.
Bulliard publie de 1780 à 1795 son Herbier de la France, ou Collection complète des plantes indigènes de ce royaume, atlas en 9 volumes, totalisant 600 planches colorées, dont 209 de phanérogames. Bien que mort à 35 ans, il aura accompli un travail monumental, dessinant et gravant lui-même tous ses ouvrages, qui établit définitivement les bases de la mycologie. Les 391 planches exclusivement réservées aux champignons sont « supérieurement gravées et admirablement coloriées par un procédé d'imprimerie resté secret. » Elles représentent 467 espèces dont 160 nouvelles. En 1791, Bulliard commence son Histoire des Champignons de France, p. 17-540, qui sera terminée par Ventenat en 1812 (p. 541-700). Cette œuvre est la source de tant de progrès qu'elle sera augmentée par la publication des Suites à Bulliard, à l'initiative de trois auteurs :
1. Raspail (1840), Reproduction des 601e et 602e planches qui manquent habituellement aux champignons de Bulliard, 5p. et 2 pl. color, avec une notice iconographique et bibliographique sur Bulliard ainsi que la Table de la 13e année de l'atlas.
2. Letellier (1829-1842), Figures de champignons servant de supplément aux planches de Bulliard peintes d'après nature et lithographiées, 108 pl. color., soit les planches numérotées 603 à 710 incluses, sans texte.
3. Lucand (1881-1895), Figures peintes des champignons, suite à l'iconographie de Bulliard, 425 pl. color. , il édita 25 exemplaires d'aquarelles originales dont 17 sont complets. Un des exemplaires, sans doute celui de Lucand, contient même 450 planches coloriées.

Au total, l’œuvre de Bulliard compte 1135 planches, dont les 710 premières seulement (dont 501 de champignons) ont été éditées en assez grand nombre. Base fondamentale de la mycologie, elles ont été interprétées par de Laplanche, d'après Fries, puis par Quélet.
Paulet (1740-1826) est le premier mycologue à publier une importante Histoire de la Mycologie (p. 1-508), mais aussi à expérimenter sur les empoisonnements fongiques, précurseur de la mycotoxicologie, mais aussi de la mycogastronomie, l'art de cuisiner les champignons! C'est aussi celui qui propose (en 1795) le mot « mycologie » pour désigner la science étudiant les champignons, terme qui s'imposa devant fungologie. Son iconographie de 143 pages + 217 pl. color. numérotées 1- 204, le reste est publié par Léveillé qui est l'auteur des textes. Les noms de genres inventés par Paulet ne seront pas conservés.
Tous ces auteurs sont des descripteurs et classificateurs se basant sur la vision à l’œil nu, usant rarement de la loupe. L'invention du microscope et les progrès de la fabrication de l'optique pendant le XVIIIe siècle vont permettre des découvertes essentielles :
Hedwig découvre en démontrant [ I (1788) 10-34 et pl. III-X (1788) 63-65 et pl. XIII] que les Pézizes ont un organe reproducteur spécial en forme de sac allongé qu'il nomme thèque (du grec θήκη / thḗkē, « étui, boîte, caisse ») et qui sera renommé asque (ascus = sac) par Nees von Esenbeck (1809 et 1917). Chaque thèque contenant invariablement 8 spores, on nomme aussi ces espèces des octosporées. Les thèques sont séparées par des cellules filiformes sans spores que Hedwig nomme paraphyses (cellules de soutien). Cette découverte déclenche une euphorie et pendant près d'un demi-siècle tous les mycologues ont cru les voir pensant que c'était le mode de reproduction de tous les champignons.
Godefrin (1782-1825): Comme Hedwig, il tente une classification d'après les organes reproducteurs et autres caractères microscopiques. Hélas, son Epitome historiae fungorum, est resté manuscrit et inachevé à la suite de la mort prématurée de son auteur.
Après la mort de Bulliard, la plupart des mycologues éminents continuèrent leurs travaux basés sur les seuls caractères macroscopiques.

### Le règne de Persoon

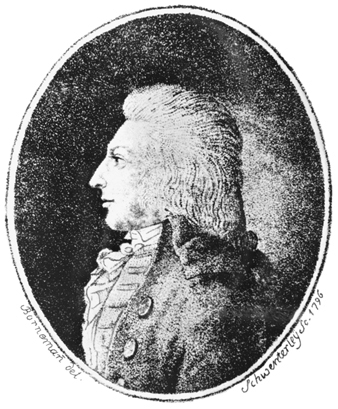
Christiaan Hendrik Persoon

C'est alors que le Sud-Africain Persoon (1761-1836) va régner en maître incontesté de la mycologie pendant 30 ans; de la mort de Bulliard (1793) jusqu'à la publication de l'ouvrage fondamental de Fries : Systema mycologicum (1821).
Les dix premières années (1796-1806), il publie sept ouvrages : Observationes mycologicae [2 vol. (1796-1799) XII + 223p. et 12 pl. color] ; Commentatio de fungis clavaeformibus [(1797) 124 p. et 4 pl. color]; Tentamen dispositionis methodicae fungorum [(1797) IV + 76 et 4 pl. color]; Icones er descriptiones fungorum minus cognitorum [(1798-1800) 60 p. et 14 pl. color], suivies de Icones pictae rariorum fungorum [(1803-1806) 46 p. et 18 pl. color]; Commentarius D.J.C. Schaefferi Fungorum Bavariae indigenorum icones pictas [(1800) 130 p. préface, index]; Synopsis methodica fungorum [(1801) XXX + 706 p., index et 4 pl.] dont la classification sert de point de départ pour la nomenclature des Gastéromycètes. Deux autres ouvrages traitent des phanérogames : Synopsis plantarum (1805-1807) en deux volumes, qui donne, selon le système linnéen, une liste de tous les phanérogames connus à cette époque, et Species plantarum (1817-1821).
La seconde période (1818-1828) où il rassemble son expérience dans deux ouvrages :Traité sur les champignons comestibles [(1818) 9 + 276 p. et 4 pl. color], catalogue méthodique (avec de nombreux emprunts à Paulet), énumérant les 1926 espèces de champignons connus à l'époque en Europe. Persoon est le véritable fondateur de la systématique des champignons. Il crée le mot hyménium, même s'il valide dans son œuvre la découverte des thèques par Hedwig. C'est lui qui crée la grande division en angiocarpes et gymnocarpes. Il invente de nombreux genres : Amanita (emprunté à Dillenius), Cortinarius, Pratella, Poria, Daedalea, Sistotrema, Tremellodon, Stereum, validés par l'usage. Il fait autorité et gagne de nombreux disciples dont trois laisseront des ouvrages importants :
- Trattinick - Fungi austriaci [(1804-1806) 202 p., 18 pl. color], une monographie pour la fonge d'Autriche, équivalente à celle de Battara et de Batsch, digne de Jacquin pour la qualité des planches et texte publié parallèlement en allemand et en latin comme Batsch et Holmskiold. Sa nomenclature, entièrement binaire, empruntée à Persoon, lui vaut un grand succès. Elle sera suivie d'une traduction en allemand (1809) puis d'une seconde édition latine (1830) et une seconde édition allemande la même année.

- Sowerby - Coloured figures of english Fungi [(1797-1809) 440 pl. color.], destiné à remplacer l'ouvrage de Bolton, décrivant 436 espèces, soit l'équivalent des champignons de Bulliard.
- Albertini et Schweinitz - Conspectus fungorum in Lusatiae superioris agro Niskiensi crescentium, e methodo Persooniana [(1805) 406 p., 11 pl. color]. Sous les apparences d'une modeste flore locale (des environs de Neiss, en Haute-Lusace), contient en réalité 93 espèces nouvelles, et de plus, classe les Agaricales en 6 sections, d'après la couleur de leur spores. Ce qui, repris par Fries, sera adopté par tous les mycologues, jusqu'à nos jours.
- Quelques mycologues monographes de cette époque sont également remarquables : Tode (1790-1791), Ehrenberg (1818), Schlechtendal (1824), Schrader (1797), Ditmar (1809)[38]. D'autres pour leurs tentatives de classification : Link (1809-1815), De Candolle (1815), Nees von Esenbeck (1816), Kunze et Schmidt (1817-1823), Ad. Brongniart (1825)[13].

En deux siècles, la mycologie a ainsi fait d'immenses progrès. Aux 105 espèces décrites par Clusius au début du XVIIe, on peut comparer les 1926 espèces cataloguées par Persoon au début du XIXe siècle. Un immense travail de documentation et de classification reste cependant à accomplir, et ce sera précisément l’œuvre de Fries.

### La mycologie depuis Fries

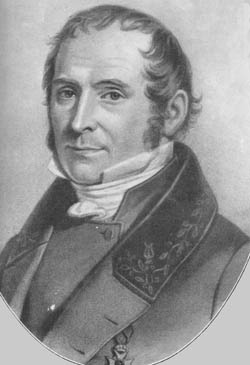
Elias Magnus Fries

Elias Magnus Fries (1794-1878) consacre la plus grande part de sa longue vie à l'étude des champignons, publiant 26 ouvrages en l'espace de soixante ans, dont 12 monographies parmi lesquels les plus importants sont :
- les trois volumes de son Systema Mycologicum entre 1821 et 1832, devenus par la décision de Congrès international de Botanique de Bruxelles en 1910, le point de départ de la nomenclature mycologique, exception faite des Gastéromycètes, Pucciniales et Ustilaginales.
- Elenchus fungorum sistens commentarium in Systema mycologicum. Deux volumes, Greifswald (1828), 458 p.
- Epicrisis systematis mycologici, seu synopsis hymenomycetum. Upsaliæ, (1836-1838), 622 p. où il divise le genre Agaricus en multiples coupures, devenues toutes types de familles ou de genres, et décrit 2559 espèces, dont 1602 Agaricinées (42 Russula, 64 Lactarius, 216 Cortinarius; 423 Polyporées dont 280 Polyporus et 60 Boletus.
- Sveriges ätliga och giftiga svampar [Champignons comestibles et vénéneux en Suède],(Stockholm, 1860-1866)[39].
- Icones selectæ hymenomycetum nondum delinatorum. 1867, 2 volumes, 222 p. et 200 pl. color, superbe atlas dit "Icones de Fries" qui fut achevé par son fils six ans après la mort du maître.
- Hymenomycetes Europaei sive Epicriseos systematis mycologici editio altera. Upsaliæ, E. Berling, (1874), 758 p. . Fries, alors âgé de 80 ans, remercie ses collaborateurs : Schulzer, Kalchbrenner, Berkeley, Curtis, Léveillé, Montagne et résume son travail : 2270 espèces, dont 884 nouvelles, donc un tiers de plus que Persoon :

1. Agaricini : 1855 espèces dont 37 Amanita, 111 Tricholoma, 70 Lactarius, 49 Russula, 64 Hygrophorus, 234 Cortinarius.
2. Polyporei : 390 espèces dont 90 Boletus, 227 Polyporus, 20 Trametes, 13 Daedalea.
3. Hydnaei : 158 espèces dont 95 Hydnum.
4. Thelephorei : 175 espèces dont 26 Thelephora, 33 Stereum, 75 Corticium, 28 Cyphella.
5. Clavariei : 131 espèces dont 73 Clavaria, 23 Typhula.
6. Tremellinei : 61 espèces dont 18 Tremella.

Telle est la base de la mycologie scientifique.
En 1843, le français Léveillé découvre l'existence des basides, qu'il distingue des asques et propose une coupure nouvelle séparant les Ascomycètes et les Basidiomycètes.
Fries a fait surtout un remarquable travail de systématicien, comme son compatriote Linné, dont il reprend l'immense genre Agaricus, il n'a fait aucune découverte fondamentale qui bouleverse le monde. Il emprunte à Albertini et Schweinitz leur classification des Agaricales basée sur la couleur des spores. Pendant la moitié de sa vie, il croit, comme Persoon, que tous les champignons ont des thèques, suivant la théorie de Hedwig, et pendant la seconde moitié il adopte la découverte des basides par Léveillé. Ordo ab chao, si toute science consiste à établir l'ordre dans la série des phénomènes, alors Fries est indéniablement le créateur de la systématique moderne, ayant su s'adapter aux innombrables découvertes, au cours du siècle, et demeurer toujours debout. Comme écrivait Georges Becker: Au fond, la science n'est qu'une suite d'erreurs rectifiées...
La publication de tant d'ouvrages depuis Clusius et Bauhin jusqu'à Persoon et à Fries, engendrant une abondante synonymie, des tables de concordances sont à présent indispensables pour comprendre les anciens mycologues. Ce travail ingrat fut accompli par deux auteurs:
- Le Turquier de Longchamp et Levieux (1826)[40].
- Laplanche (Maurice C. de) : Dictionnaire iconographique des champignons supérieurs, suivi des Tableaux de Concordance, (1894) 542p[41].

Léveillé (1796-1870), médecin à Paris, a l'idée, comme Hedwig, de pratiquer systématiquement des coupes dans les lamelles des Agaricinées. Il est le premier à découvrir, décrire et nommer les basides et les cystides. De nombreux mycologues avant lui comme Micheli, Gleditsch, Bulliard, Nees von Esenbeck, Link, Persoon, Fries, Montagne, Ascherson, Corda, etc. avaient vu ces organes, mais sans en comprendre la signification. En 1837, il publie ses Recherches sur l'hymenium des champignons. Brongniart et Guillemin confirment ces découvertes au nom de l'Académie des sciences, et Léveillé emprunte à Guillemin le vocable baside (du grec = support) pour désigner les cellules spéciales qui portent les spores; et il nomma cystide (du grec = vessie), ces autres cellules spéciales ne portant pas de spores, et donc très distincte des thèques.
Cela prouve que les champignons sont capables de diversifier, contre toute attente, leur mode de reproduction. Il propose alors de les diviser en deux grandes classes :
1. Basidispori ( = Hymenomycètes de Fries) : Champignons dont l'hymenium (couvrant le plus souvent la partie inférieure) est composé de basides sporophores allongées côte à côte perpendiculairement par rapport au plan de l'hymenium, et portant des sporules extérieures (ordinairement 4), pédicellées sur la baside, disparaissant quand le champignon est desséché. D'autres cellules sans spores, des cystides, existent aussi parfois. Cette classe est la même que l'actuelle Basidiomycètes, et est analogue aux Gymnospermes chez les Phanérogames.
2. Thecaspori ( = Hymenothecii de Persoon), dont l'hymenium (couvrant le plus souvent la partie supérieure) est composé de thèques ou asques, cellules en forme de petites massues, contenant des sporules intérieures, régulièrement 8 par thèque. Elles sont expulsées par petites saccades et restent visibles même dans le champignon desséché. D'autres cellules très allongées, filiformes, les paraphyses, semblent leur servir de soutien.

Les autres auteurs de classifications sont : Desmazières (1826), Chevallier (1837), Montagne (1841), Corda (1842).
Des monographies régionales : Krombholz (1821-1831) pour la Bohême, Greville (1823-1829) pour l'Ecosse, Secrétan (1833) pour la Suisse, Berkeley (1836-1860) puis Badham (en) (1847) pour l'Angleterre, Noulet et Dassier (1838) pour les Pyrénées, Barla pour la province de Nice, Inzenga(1869-1879) pour la Sicile, Karsten (1871-1885) pour la Finlande, Kalchbrenner (1873-1877) pour la Hongrie. Cordier édite Les champignons de la France, premier ouvrage de vulgarisation grand public, précurseur des Atlas modernes, dédié à son maître Persoon. Fries, qui avait donné l'exemple des monographies de genres ou de familles, est imité par Vittadini sur les hypogés (Monographia tuberacearum) [(1831) 88 p., 5 pl.], les Amanites (1831), tet les Lycoperdons. Tulasne (Louis et Charles) : Fungi hypogaei [(1851) 241 p., 21 pl.] et Selecta fungorum Carpologia [3 vol. (1860-1865) 845 p., 61 pl.] un des meilleurs ouvrages de Mycologie.
Chatin (1813-1901), dont la : Contribution à l'histoire naturelle de la Truffe [(1869), 202 p., 2 pl., 2e édition (1892) 370 p., 15 pl. color.] est toujours consultée. Dunal, professeur à Montpellier laisse de nombreux dessins inédits, utilisés par J. De Seynes, et Boudier.
A la même époque quelques mycologues continuent la tradition de toxicovigilance en publiant des ouvrages dédiés aux empoisonnements et aux principaux comestibles : Cordier (1826 et 1836), Roques (1832, 1841 et 1876), Vittadini (1835), Schmid (1836), Krombholz (1831-1846), Badham (1847 et 1864). Letellier qui, suivant l'exemple de Paulet, cherche à déterminer la toxine en cause (qu'il croit être unique), propose de la nommer Amanitine. Il publie un Avis au peuple (1840) qui ne sera pas poursuivi au delà de la 1re livraison. C'est Boudier (1866) qui constate que les empoisonnements sont dus à plusieurs toxines, et nomme Bulbosine la plus dangereuse. Schmiedelberg et Koppe (1870) isolent la Muscarine.
Après la mort de Fries, de nombreux mycologues de la génération de Quélet publient des recherches importantes : Karsten, Du Port, Pringsheim, et, en France : Bornet, Briard, Forquignon, De Guernissac, Jean Louis Lucand, Mougeot (J. B. et son fils J. A. Mougeot), Pasteur, Planchon, Prilleux, Réguis, Richon, Roze, Séjourné, J. de Seynes, Sicard, Van Tieghem, Veulliot.
Trois mycologues, dont deux Français, dominent cette période par leurs ouvrages devenus classiques :
- Cooke : Illustrations of British Fungi (Hymenomycetes) [ 8 vol. (1881-1891), 88 p. 1101 pl. color.]
- Gillet (1806-1896) : Les champignons qui croissent en France : description et iconographie [(1874-1896), 828 p. + 41 + 230 p., 900 pl. color. ]. Ouvrage rédigé suivant la classification de Fries.
- Quélet : 1870-1875 : « Les Champignons du Jura et des Vosges ». Ouvrage dédié à Elias Fries, illustré de belles planches en couleurs de l'auteur. Il fut publié en trois tomes dans les Mémoires de la Société d’Émulation de Montbéliard (1872). Il sera complété par vingt deux suppléments, parus de 1875 à 1902 avec la collaboration de Frédéric Bataille (1850-1946) pour les monographies des principaux genres (les supl. de 10 à 22 à titre posthume). Au total 438 p. et 37 planches coloriées.

En citant Georges Becker :« Frédéric Bataille était un homme d'une intégrité et d'une conscience extraordinaires. Sa connaissance des champignons était presque illimitée. Il a laissé derrière lui des monographies sur les Hygrophores, les Bolets et les Cortinaires, qui sont devenues classiques. Son influence orale a été immense sur tous ceux qui l'ont connu. Son seul défaut, si c'en est un, fut un excès de vénération pour Quélet, qui l'empêcha peut-être d'oser exprimer les idées originales qui lui venaient en foule. Cet excès de modestie est une chose bien rare dans l'histoire des sciences. Costantin et Dufour, Bigeard et Guillemin eux aussi ont composé des flores qui ont marqué d'importantes étapes et qui ont le mérite d'être moins introuvables que les autres. »
Quélét a condensé sa vaste expérience en deux ouvrages essentiels :
- « Enchiridion fungorum in Europa Media et præsertim in Gallia vigentium » (Manuel des Champignons trouvés en Europe Centrale, et particulièrement en France), 352 p. (1886).
- « Flore mycologique de la France et des pays limitrophes », 492 pp., Paris, Octave Doin éd. (1888). Ce second ouvrage propose une classification rectificative de celle de Fries, qui est la source de la plupart des noms de genres, notamment de Polyporaceae, et qui furent en partie acceptés.
Enfin, il faut citer le travail de l'Italien Saccardo (1845-1920) qui publia un monumental ouvrage de classification à la fin du XIXe siècle Sylloge fungorum omnium hucusque cognitorum.

## La mycologie moderne

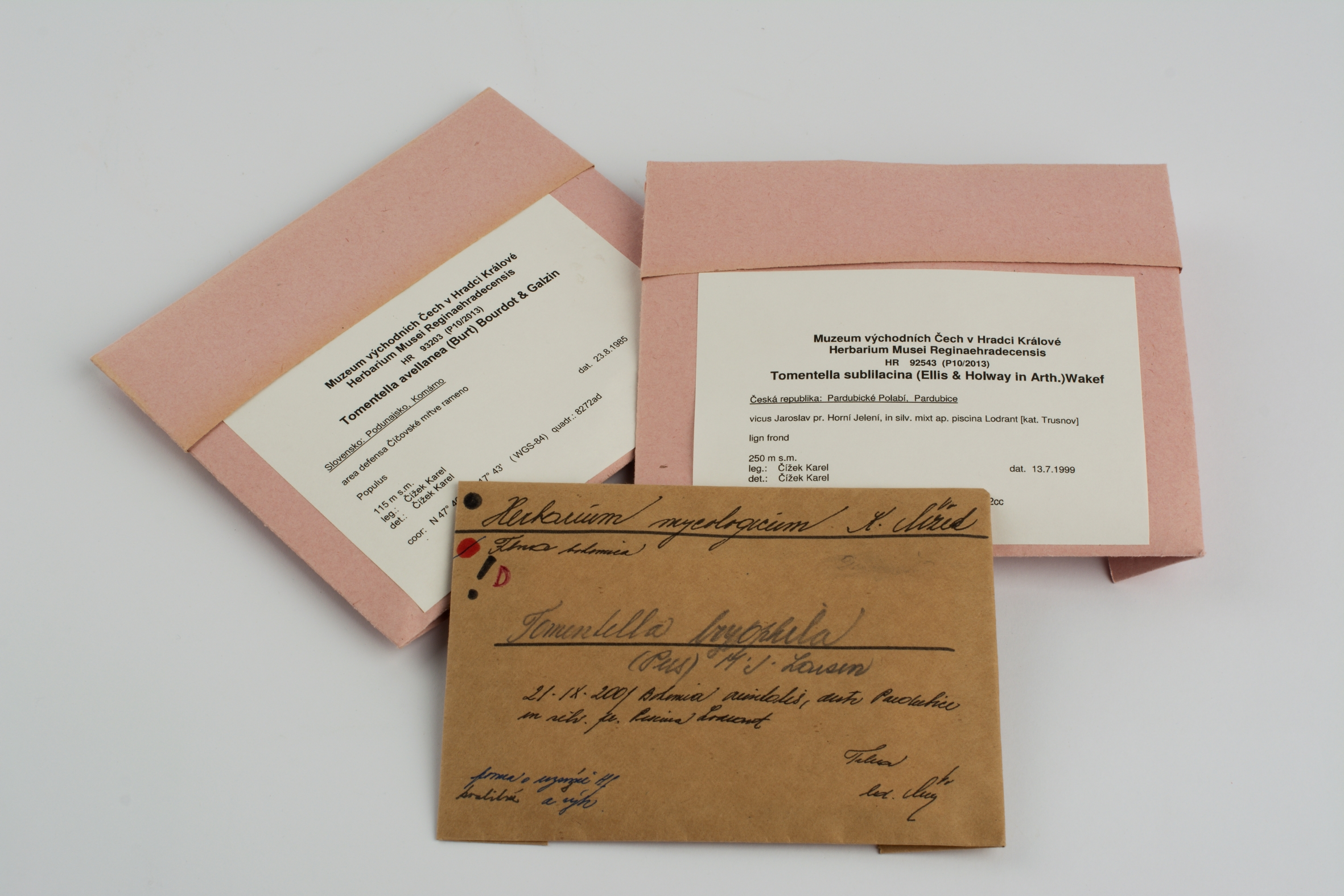
Échantillons mycologiques de la collection du Musée de Bohême orientale de Hradec Králové

Le travail important des mycologues au sein des sociétés botanistes du XIXe siècle aboutit à la création de la première Société mycologique au monde, créée par Quélet et Boudier à Épinal (Vosges), puis à la mise en place d'un Code international de nomenclature botanique (CINB), créé à Vienne (Autriche) en 1905 et qui fait toujours jurisprudence. On remarquera que, même si les champignons constituent aujourd'hui un règne du vivant séparé de celui des plantes, on continue de leur appliquer la nomenclature botanique. La Mycologie Européenne devient mondiale, avec l'Appel du "Commitee for mapping of macromycetes in Europe"aux mycologues et groupements mycologiques français par Henri Romagnesi .
Les mycothèques (collections de champignons sous forme d'exscicata, d'inclusion, de cultures de souches...) des muséums contiennent des dizaines de milliers de spécimens (dont des espèces rares ou peut-être éteintes) à partir desquelles des scientifiques peuvent faire diverses études (biochimie, phylogénétique...). C'est ainsi qu'on a récemment pu affiner la structure de la branche des Agaricales dans l'arbre de la vie et préciser les relations phylogénétiques qui existent entre les espèces reconnues au sein de ce groupe

## Taxinomie et systématique des champignons
Base de tout l'édifice des Sciences de la Nature, la systématique exige une très longue pratique, car son "rendement" est lent et faible. La systématique mycologique se trouve privée d'un grand nombre des moyens qui ont permis aux autres branches de l'histoire naturelle de faire des progrès rapides. En effet, les champignons étant de poussée capricieuse et éphémère, la rencontre de leurs sporophores reste soumise au hasard, nécessitant de nombreuses visites infructueuses, quoi qu'instructives (l'absence de fructification étant une donnée précieuse). De plus, ils exigent l'observation in vivo ou à l'état de primordium, car beaucoup de caractères essentiels disparaissent dès l'éclosion (comme les basides des Phallacées par exemple, car elles participent à la formation de la gleba). Enfin, très peu d'espèces peuvent être cultivées pour observer leur croissance en culture pure, ou tenter des fécondations expérimentales instructives. Il faut donc en moyenne une quinzaine d'années pour pouvoir étudier vivantes la plupart des espèces d'un genre donné.

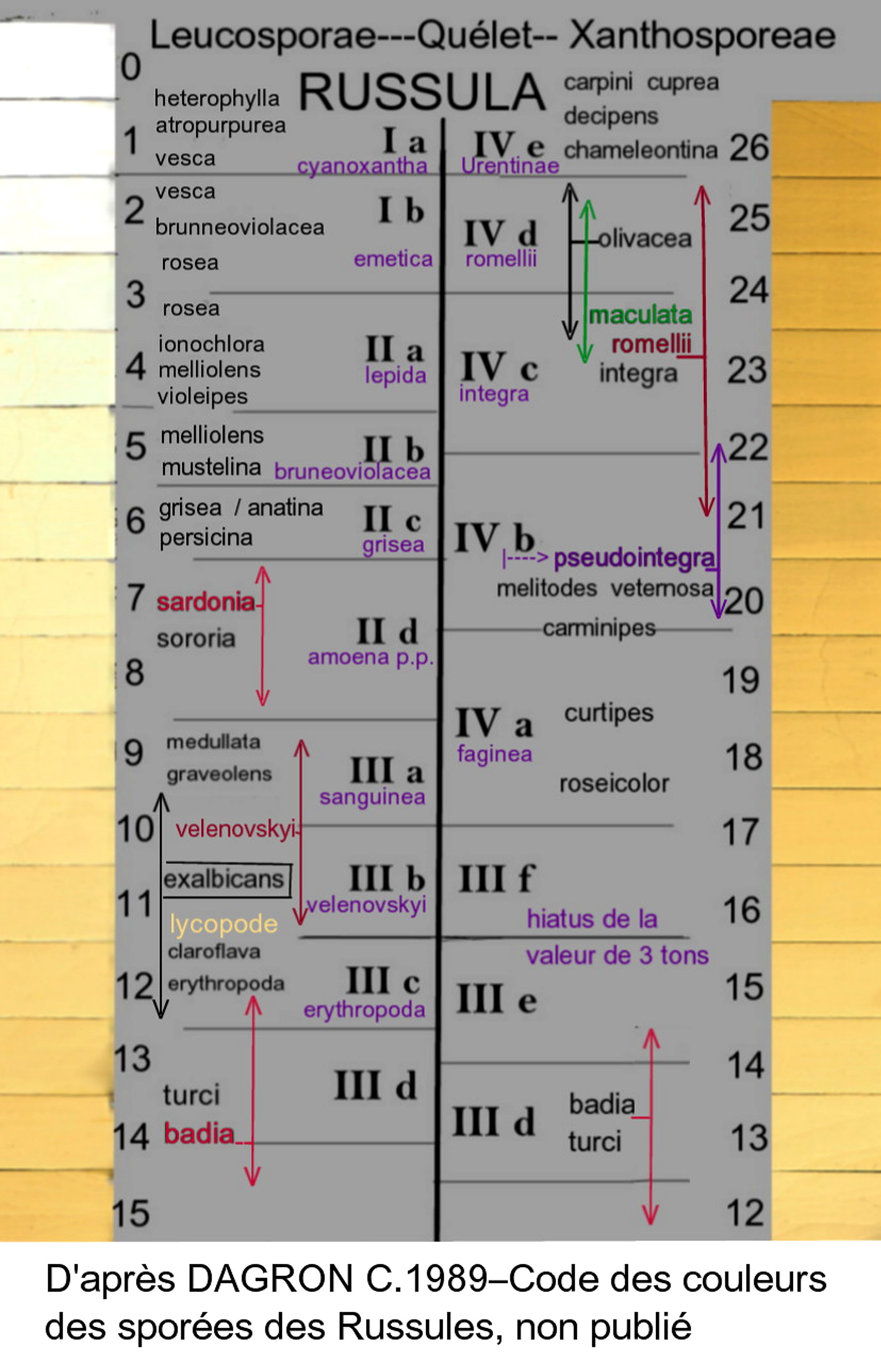
Les Chiffres romains indiquent la correspondance avec le code Romagnesi

L'observation des caractères les plus frappants, aspect de la surface fertile, couleur de la sporée, les caractères organoleptiques, n'est pas seulement utile à la détermination des grands groupes de champignons, mais à séparer des formes ou variétés fort pointues, et favorisent grandement l'esprit d'observation, mettant les cinq sens du naturaliste à contribution. Mais ils respecteraient rarement les "affinités profondes" (moléculaires?) entre les portions d'ADN de sporophores séquencés en laboratoire : baser sur eux la classification exposerait à des erreurs aussi grossières que celle d'un zoologiste qui classerait les chauves-souris parmi les oiseaux, sous prétexte qu'elles volent ? Encore que la couleur des spores et l'aspect de l'hyménium soit au contraire un critère de séparation aboutissant à une taxation plus fine du vivant.
Voir les pages :
- Classification phylogénétique des champignons

## Rangs taxinomiques des champignons
La taxinomie des champignons est soumise à une hiérarchie similaire à celle des plantes, les divers suffixes utilisés permettant de visualiser les rangs taxinomiques de cette hiérarchie. Sachant que le sommet de la hiérarchie est le domaine (en l'occurrence, celui des Eucaryotes ou Eukaryota), suivi du règne (ici les Fungi ou champignons), le reste de la nomenclature se fait selon les terminaisons latines suivantes :
- -mycota : division (ou embranchement) ;
  - -mycotina : subdivision (sous-embranchement) ;
    - -mycetes : classe ;
      - -mycetidae : sous-classe ;
        - -ales : ordre ;
          - -ineae : sous-ordre ;
            - -aceae : famille ;
              - -oideae : sous-famille ;
                - -ieae : tribu ;
                  - -inae : sous-tribu (les notions de tribu et sous-tribu sont rarement utilisées).

Suivent le genre (éventuellement divisé en sous-genres, sections, sous-sections, séries et sous-séries) et l'espèce (divisions possibles : sous-espèce, variété, sous-variété, forme), le tout permettant de définir un individu.
Au-dessous du rang de genre, tous les noms de taxons sont appelés combinaisons.
Bien qu'elles ne figurent pas dans ce tableau, la plupart reçoivent également une terminaison latine plus ou moins codifiée selon les disciplines. On distingue plusieurs catégories de combinaisons :
- entre genre et espèce (sous-genre, section, sous-section, série, sous-série, etc.), les combinaisons sont infragénériques et binominales (ou binomial en Botanique et en Mycologie) : nom de genre, puis après indication du rang, une épithète infragénérique, par exemple le cèpe appartient à la section « Boletus sect. Edules » ;
- au rang d'espèce, les combinaisons sont spécifiques et binominales ;
- au-dessous de l'espèce les combinaisons sont infraspécifiques et trinominales.

Les terminaisons de ces épithètes suivent les mêmes règles de syntaxe latine et d'exception que les épithètes spécifiques.
Si l'ensemble des taxons est clairement défini, ce que l'on met dedans l'est beaucoup moins, d'autant que les études sur l'ADN entraînent de profonds bouleversements. À titre d'exemple, on précisera que, jusque dans les années 1990, on classait les champignons en quatre divisions : Gymnomycètes, Deutéromycètes, Mastigomycètes, Amastigomycètes. Aujourd'hui, il y a toujours quatre divisions, mais ce ne sont plus les mêmes : Chytridiomycètes, Zygomycètes, Ascomycètes, Basidiomycètes.

## La mycologie en art
Le compositeur John Cage s'est abondamment intéressé à la mycologie. Il a été le fondateur de la New York Mycological Society.